# Dominique Laffin
Dominique Laffin (Saint-Mandé, 3 giugno 1952 – Parigi, 12 giugno 1985) è stata un'attrice francese.

## Biografia
Dominique Laffin è nata a Saint-Mandé (Valle della Marna) nel 1952. Il suo debutto è avvenuto nel 1975. 
Nel 1980 ha ricevuto la candidatura al Premio César per la migliore attrice per la sua interpretazione nel film La femme qui pleure. Nello stesso periodo appare nel film Chiedo asilo con Roberto Benigni. Durante la sua breve carriera ha lavorato anche con Gérard Depardieu, Juliette Binoche, Miou-Miou e Yves Montand.
Nel 1980 riceve il Prix Suzanne Bianchetti.
Dall'attore, sceneggiatore e cantante Yvan Dautin, nel 1973 ha una figlia, Clémentine Autain, che diventa poi politica e giornalista.
La sua carriera fu interrotta all'età di 33 anni da un grave infarto che le ha tolto la vita.

## Filmografia parziale
- Guardiamola nuda e... poi decidiamo (Le pied!..), regia di Pierre Unia (1975)
- Gli aquiloni non muoiono in cielo (Dites-lui que je l'aime), regia di Claude Miller (1977)
- La nuit, tous les chats sont gris, regia di Gérard Zingg (1977)
- Les petits câlins, regia di Jean-Marie Poiré (1978)
- La femme qui pleure, regia di Jacques Doillon (1979)
- Movimenti notturni (Tapage nocturne), regia di Catherine Breillat (1979)
- Chiedo asilo, regia di Marco Ferreri (1979)
- Liberty belle, regia di Pascal Kané (1983)
- System ohne Schatten, regia di Rudolf Thome (1983)
- Garçon!, regia di Claude Sautet (1983)